# Sieciemin
Sieciemin [ɕeˈt͡ɕemin] (Đức Zitzmin) là một ngôi làng ở quận hành chính của Gmina Sianow, trong Koszaliński, Zachodniopomorskie, ở tây bắc Ba Lan. Nó nằm khoảng 8 kilômét (5 mi) phía đông Sianów, 17 km (11 mi) phía đông bắc Koszalin và 152 km (94 mi) về phía đông bắc của thủ đô khu vực Szczecin.